# Станіслав Вежбовський
Вежбовський Станіслав (Вєжбовський, пол. Stanisław Bonifacy Wierzbowski 1659—1728) — польський мемуарист. Народився в м. Краків (Польща) в шляхетській сім'ї. Дитинство провів у Варшаві та Вільні (нині Вільнюс). Навчався у Варшаві, згодом — в єзуїтських колегіумах у Познані та Калішу (обидва — Польща). 1677 року вступив до Краківської академії, потім прослухав курс логіки в Самборі, два роки студіював у Німеччині, Голландії (нині Нідерланди) та Франції. В кар'єрі сягнув посади ленчицького старости. Автор фамільної хроніки (завершена бл. 1689) під назвою «Коннотата (запис) подій, що відбувалися в сім'ї та країні з 1634 по 1689 р.». Праця складається передусім зі спогадів (власних та очевидців), а також переповідає свідчення деяких друкованих джерел, зокрема «Нової Гігантомахії» (1658) А.Кордецького. На сторінках «Коннотати…» знайшли відображення і події національної революції 1648—1676, до якої він ставився відверто вороже. Цінними є свідчення про Берестецьку битву 1651 та про службу в армії Речі Посполитої німецьких найманців.